# Minguzzit
Minguzzit ist ein extrem seltenes, sekundäres Mineral aus der Mineralklasse der „organischen Verbindungen“. Es kristallisiert im monoklinen Kristallsystem mit der Zusammensetzung  K3Fe3+(C2O4)3 · 3H2O, ist also chemisch gesehen ein Oxalat. Minguzzit bildet sich durch die Zersetzung von Limonit. Einziger bisher bekannter Fundort ist die Insel Elba, wobei die gefundenen Kristalle mikroskopisch klein waren.

## Besondere Eigenschaften
Wie die meisten Oxalate zersetzt sich auch Minguzzit beim Erhitzen. Zunächst wird das Kristallwasser abgegeben und bei Temperaturen oberhalb von 150 °C zerfällt er unter Bildung von Eisen(III)-oxid, Kaliumcarbonat, Kohlendioxid und Kohlenmonoxid. Die Reaktion entspricht im Wesentlichen der Zersetzung von Eisen(II)-oxalat. Aufgrund seiner extremen Seltenheit sind viele Kenngrößen, wie die Härte, noch nicht bestimmt worden. Die optischen Eigenschaften und ein Teil der kristallographischen Eigenschaften wurden an synthetischen Kristallen bestimmt.
Aufgrund seiner Wasserlöslichkeit und geringen thermischen Stabilität ist Minguzzit als Mineral nur wenig stabil.

## Etymologie und Geschichte
Minguzzit wurde im Jahre 1955 durch Garavelli in  Capo Calamita (Insel Elba/Italien) entdeckt. Er benannte das Mineral zu Ehren von Carlo Minguzzi (*1910-†1953), einem italienischen Mineralogen und Professor an der Universität von Padua. Das Typmaterial wird von der Universität Florenz verwahrt.

## Klassifikation
In der mittlerweile veralteten, aber noch gebräuchlichen 8. Auflage der Mineralsystematik nach Strunz gehörte der Minguzzit zur Mineralklasse der „Organischen Verbindungen“ und dort zur Abteilung der „Salze organischer Säuren“, wo er zusammen mit Caoxit, Coskrenit-(Ce), Glushinskit, Humboldtin, Levinsonit-(Y), Lindbergit, Moolooit, Natroxalat, Novgorodovait, Oxammit, Stepanovit, Weddellit, Wheatleyit, Whewellit, Zhemchuzhnikovit und Zugshunstit-(Ce) die eigenständige „Gruppe der Oxalate“ bildete.
Die seit 2001 gültige und von der International Mineralogical Association (IMA) verwendete 9. Auflage der Strunz’schen Mineralsystematik ordnet den Minguzzit ebenfalls in die Klasse der „Organischen Verbindungen“ und dort in die Abteilung der „Salze von organischen Säuren“ ein. Diese Abteilung ist allerdings weiter unterteilt nach der Art der salzbildenden Säure, so dass das Mineral entsprechend seiner Zusammensetzung in der Unterabteilung „Oxalate“ zu finden ist, wo er der einzige Vertreter der Minguzzit-Gruppe 10.AB.25 ist.
Auch die Systematik der Minerale nach Dana ordnet den Minguzzit in die Klasse der „Organische Minerale“ ein.
Hier ist er das einzige Mineral innerhalb der unbenannten Gruppe 50.01.04 innerhalb der Unterabteilung „Salze organischer Säuren (Oxalate)“.

## Bildung und Fundorte
In der Typlokalität und bis heute einzigem Fundort (Stand 2011) Capo Calamita (Insel Elba) wurde Minguzzit als Zersetzungsprodukt von Limonit gefunden. Woher die oxalsäurereichen Lösungen stammten, die zu seiner Bildung führten, ist unklar.

## Kristallstruktur
Minguzzit kristallisiert monoklin in der Raumgruppe P21/c (Raumgruppen-Nr. 14) mit den Gitterparametern a = 7,662 Å, b = 19,871 Å, c = 10,272 Å und β = 105°6' sowie 4 Formeleinheiten pro Elementarzelle. Die bisher gefundenen Kristalle hatte eine Größe von rund 0,1 mm mit ausgeprägten Flächen nach {010}, {111},
{111} und {110}.